# Політичний інтерес
Політичний інтерес — термін, який використовується в політичній сфері і в політології, для позначення стимулів діяльності суб'єктів політичних відносин. 
Політичний інтерес включає в себе сукупність цілей тих чи інших політичних акторів, виникнення яких обумовлено суб'єктивними або об'єктивними потребами, а його реалізація передбачає послідовне здійснення ряду дій в сфері політики або державного управління. 

## Структура політичного інтересу
У структурі політичного інтересу виділяється ряд обов'язкових елементів: 
1. Суб'єкт — джерело політичного інтересу, певний політичний актор (індивід, група інтересів, етнічна група, суспільний клас, політична партія, громадянське суспільство, бізнес-еліта, органи державної влади суб'єктів федеративної держави або національна держава в цілому).
2. Об'єкт — елемент, на який спрямований політичний інтерес (політична влада, політичні ресурси, політичні відносини, державні органи та інші).
3. Способи реалізації — безлічі послідовних і взаємопов'язаних дій, що дозволяють політичному актору досягти своїх політичних інтересів.
4. Мета — очікуваний політичним актором результат реалізації політичного інтересу.

## Основний політичний інтерес
Виходячи з найбільш поширеного визначення політики, до основних політичних інтересів можна віднести: 
- Завоювання державної влади;
- Утримання державної влади;
- Використання державної влади[3].

## Класифікація політичних інтересів
За ступенем спільності: 
- Індивідуальні ;
- Групові;
- Класові;
- Національні;
- Громадські.

За характером суб'єкта: 
- Державні;
- Партійні ;
- Інтереси громадських організацій.

За ступенем усвідомленості: 
- Пов'язані зі стихійним прагненням до реалізації;
- Включають розроблену програму досягнення.

По можливості здійснення: 
- Реальні;
- Уявні[4].

## Роль політичних інтересів
Політичні інтереси, як джерела напрямку діяльності політичних суб'єктів, стають базою для формування політичних поглядів, суспільних настроїв, партійних програм, політичних ідеологій, національних стратегій, що визначають системи політичних завдань. 